# Consagrações de Écône
As consagrações de Écône foram uma série de consagrações episcopais que foram realizadas em Écône, Suíça, em 30 de junho de 1988. As consagrações foram realizadas pelo arcebispo Marcel Lefebvre e pelo Bispo Antônio de Castro Mayer, e os padres que subiram à episcopacia foram quatro membros da Sociedade de São Pio X (SSPX), de Lefebvre. As consagrações foram feitas contra a vontade do Papa João Paulo II, e foram o marco nas relações problemáticas de Lefebvre e da Sociedade de São Pio X com as lideranças da Igreja Católica. A Congregação para os Bispos do Vaticano (que supervisiona a seleção de novos bispos) emitiu um decreto assinado pelo Cardeal Bernardin Gantin (líder da congregação) declarando que Lefebvre tinha incorrido em excomunhão automática por consagrar os bispos sem o consentimento papal.
Em 24 de janeiro de 2009, o Vaticano anunciou que o Papa Bento XVI tinha revogado as excomunhões de quatro bispos (Bernard Fellay, Bernard Tissier de Mallerais, Richard Williamson e Alfonso de Galarreta), consagrados bispos pelo arcebispo Lefebvre. O bispo Fellay, da Sociedade de São Pio X, emitiu uma declaração na qual a sociedade expressa sua "gratidão filial ao Pai Celestial por este gesto que, além da Sociedade de Padres de São Pio X, irá beneficiar toda a Igreja" e que a sociedade deseja sempre estar mais capaz para ajudar o Papa a remediar a crise sem precedentes que atualmente perturba o mundo católico, o qual o Papa João Paulo II tinha designado como um estado de "apostasia silenciosa".
As reações à revogação das excomunhões foram variadas.

## Lei canônica
As críticas sobre as consagrações centralizam-se no fato de que Lefebvre prosseguiu com as consagrações contra a ordem do Papa João Paulo II. Sob o Código da Lei Canônica Católica, a consagração de um bispo requer a permissão do Papa, e a violação desta regra leva a excomunhão automática (latae setentiae) reservada à Santa Sé, tanto para o consagrador quanto para o consagrado.
Lefebvre e seus apoiadores argumentam que as circunstâncias sob as quais as consagrações realizadas estavam de tal maneira que nenhum dos clérigos envolvidos estava verdadeiramente excomungado. Um dos seus argumentos é que havia um estado de necessidade, no qual as provisões ordinárias da lei canônica poderiam ser postas de lado. O próprio João Paulo II rejeitou este argumento, declarando em sua carta apostólica Ecclesia Dei que "nunca há a necessidade de ordenar bispos contra a vontade do Pontífice Romano". A consagração de bispos sem o consentimento papal também foi condenada pelo Papa Pio XII, após o governo da República Popular da China estabelecer a Associação Patriótica Católica Chinesa, controlada pelo estado. Pio XII declarou que a atividade sacramental de consagrar ilegalmente bispos foi "gravemente ilícita, isto é, criminal e sacrilegiosa", e rejeitou a defesa da necessidade apresentada por aqueles envolvidos.

## Anúncios das consagrações
Na década de 1970, Marcel Lefebvre tinha declarado que não poderia consagrar bispos para dar continuidade ao seu trabalho na Sociedade de São Pio X. Durante a década de 1980, o local de morada de Lefebvre mudou. Em 1983 (com 78 anos), nos Estados Unidos, relata-se que ele consultou seus padres americanos a respeito dele consagrar bispos. Alega-se que aqueles superiores que foram contrários a sua ideia foram removidos de seus cargos, como consequência. Em 1986-1987, os adeptos da sociedade no Colégio de Santa Maria, Kansas, foram ordenados para que comparecessem a uma série de sessões catecistas, nas quais foram preparados para as consagrações vindouras e suas consequências.
Com 82 anos, Lefebvre primeiramente anunciou publicamente a sua intenção de consagrar bispos num sermão numa ordenação em massa em Écône, em 29 de junho de 1987, onde Lefebvre declarou que "Roma está na escuridão, na escuridão do erro" e que "os bispos de todo o mundo estão seguindo as falsas ideias do Conselho com seu ecumenismo e liberalismo." Ele concluiu: "Isto é porque talvez seja provável que antes de eu prestar contas de minha vida ao bom Deus, terei que consagrar alguns bispos."

## Discussões com Roma
Lefebvre e a Santa Sé começaram os diálogos, e, em 5 de maio de 1988, Lefebvre e o Cardeal Joseph Ratzinger (que viria ser futuramente o Papa Bento XVI) assinaram o texto de um acordo com o objetivo de encerrar a disputa sobre a abertura de uma possibilidade para a consagração de um sucessor de Lefebvre. No início do acordo, a seção doutrinal, em seu próprio nome e em benefício à Sociedade de São Pio X, prometia fidelidade à Igreja Católica e ao Papa, aceitando a doutrina contida na seção 25 da Constituição Dogmática do Segundo Concílio do Vaticano, o Lumen Gentium, na magistratura da igreja, levando a uma atitude não-polêmica de comunicação com a Santa Sé sobre os aspectos problemáticos do Segundo Conselho do Vaticano, reconhecendo a validade dos sacramentos revistos e a promessa de respeitar a disciplina comum da Igreja e de sua lei. Na segunda parte do documento, a parte legal, mencionava a concessão à Sociedade de São Pio X de certos aspectos de uma Sociedade de Vida Apostólica, mas com algumas exceções. A sociedade teria a capacidade de celebrar os rituais tridentinos, uma comissão especial incluindo dois membros da Sociedade de São Pio X para resolver conflitos, e um membro da sociedade para ser consagrado bispo. Este documento tinha que ser submetido ao Papa para a sua aprovação. No entanto, Lefebvre logo percebeu que tinha sido levado a uma armadilha. No dia seguinte, Lefebvre disse que estava obrigado na sua consciência a prosseguir, com ou sem aprovação papal, para ordenar em 30 de junho um bispo para sucedê-lo.
Uma nova reunião foi realizada em Roma em 24 de maio. Lefebvre estava agora esperançoso sobre a possibilidade de o Papa apontar um bispo dentre os membros da Sociedade de São Pio X, escolhido de acordo com os procedimentos usuais, e que a consagração poderia ocorrer em 15 de agosto, no fim do ano mariano. Como retorno, Lefebvre teria que pedir a reconciliação junto ao Papa com base do protocolo assinado em 5 de maio. Lefebvre disse numa carta que a consagração de três bispos iria ocorrer em 30 de junho, e que a grande maioria dos membros da comissão especial deviam ser membros da Sociedade de São Pio X. Sob as instruções do Papa, Ratzinger respondeu a Lefebvre em 30 de maio sobre os assuntos envolvendo esses pedidos, "Sobre a questão da comissão, de quem o propósito era de favorecer a reconciliação, não para fazer decisões, o Pai Celestial concordou que era melhor manter o acordo que Lefebvre assinou em 5 de maio"; sobre a questão da ordenação de bispos, o Papa reiterou sua prontidão de acelerar o processo normal com o objetivo de nomear um membro da sociedade para ser consagrado bispo em 15 de agosto, e pediram para que Lefebvre provesse a informação necessária sobre os candidatos a este propósito. No entanto, Ratzinger complementou: "Já que você anunciou recentemente e novamente a sua intenção de ordenar três bispos em 30 de junho com ou sem consentimento de Roma, deve estar bem esclarecido que você se encarrega à decisão do Pai Celestial na plena obediência."

## Consagração de quatro bispos
Em 3 de junho, Lefebvre escreveu de Écône, declarando que ele pretendia prosseguir com as consagrações. Em 9 de junho, o Papa respondeu a ele com uma carta pessoal, apelando para que não prosseguisse com um projeto que "seria visto como nada além de um ato cismático, as consequências teológicas e canônicas que você sabe que será acarretado para você." Lefebvre não respondeu, e a carta foi revelada ao público em 16 de junho.
No dia seguinte, o Cardeal Bernardin Gantin, líder da Congregação para os Bispos, enviou para os futuros bispos consagrados um aviso formal canônico, que declarava que eles poderiam ser incorridos automaticamente na penalidade da excomunhão se fossem ordenados por Lefebvre sem a permissão papal.
Em 29 de junho, Ratzinger enviou o seguinte telegrama a Lefebvre:
Pelo amor de Cristo e de Sua Igreja, o Pai Celestial diz a você paternalmente e firmemente para que saia hoje de Roma, sem prosseguir em 30 de junho com as ordenações episcopais que anunciou. Ele reza para que os Santos Apóstolos São Pedro e Paulo te inspirem para que não seja falso para com o episcopado que foi posto sob sua responsabilidade, e os juramentos que teve para permanecer fielmente ao Papa, o sucessor de Pedro na Sé de Roma. Ele suplica a Deus para mantê-lo líder daqueles que estão tortuosos e dispersos, aqueles que Cristo Jesus veio para reunir em unidade. Ele te encarrega à interseção da Nossa Senhora, Mãe de Cristo.
Em 30 de junho, Lefebvre consagrou quatro padres da Sociedade de São Pio X: Bernard Fellay, Bernard Tissier de Mallerais, Richard Williamson e Alfonso de Galarreta, o Bispo Emérito Antônio de Castro Mayer, de Campos dos Goytacazes, Brasil, foi co-consagrador juntamente com Lefebvre.
O príncipe Sixto Enrique de Borbón-Parma y Borbón-Busset, da Espanha, estava presente na cerimônia de consagração e foi o primeiro a parabenizar Lefebvre publicamente.

## Excomunhões
No dia após as consagrações, 1 de julho de 1988, a Congregação de Bispos do Vaticano emitiu um decreto assinado pelo Cardeal Bernardin Gantin, líder da Congregação, que declarava que Lefebvre tinha incorrido em excomunhão automática. Em 2 de julho, o Papa João Paulo II emitiu uma carta apostólica conhecida como Ecclesia Dei, no qual ele condenava a ação do arcebispo. O Papa declarou que, já que o cisma está definido no Cânon 751 do Código de Leis Canônicas como "desistência da submissão ao Pontífice Supremo ou da comunhão com os membros da Igreja subordinados a ele," a consagração "constitui um ato cismático". Ele também declarou, "Durante a aplicação de tal ato e estando devidamente conscientes com aviso formal canônico enviado a eles pelo Cardeal líder da Congregação de Bispos no último 17 de junho, o Monsenhor Lefebvre e os padres Bernard Fellay, Bernard Tissier de Mallerais, Richard Williamson e Alfonso de Galarreta estão incorridos na grave penalidade da excomunhão, assim como determinada pela lei eclesiástica", uma referência ao cânon 1382 do Código de Leis Canônicas.
Lefebvre declarou que não tinha desistido de sua submissão ao Papa, e que os cânones 1323 e 1324 o absolviam da culpa devido à crise na Igreja. O cânon 1324 diz que, quando alguém acredita erroneamente que há um estado de necessidade que compele a ele realizar um ato canônico ilegal, a penalidade canônica para o ato relevante deve ser reduzida ou substituída, e as penalidades automáticas não se aplicam. A Santa Sé rejeita este argumento, tanto pelo fato de Lefebvre ter recebido avisos canônicos expressivos quanto pelo fato da regra no cânon 1325 que diz que a ignorância "crassa, supina ou afetada" não provê defesa sob os cânones 1323 e 1324 (os defensores de Lefebvre dizem que a Sociedade de São Pio X não sustenta o argumento da "ignorância", mas meramente a necessidade; no entanto, o próprio Lefebvre apelou com base nos cânones 1323 e 1324).
De acordo com a Sociedade de São Pio X, vários clérigos e especialistas em leis canônicas afirmaram que a consagração não foi um ato cismático, sobre a base de que Lefebvre estava meramente consagrando bispos auxiliares ao invés de tentar estabelecer uma igreja paralela. Diz-se que o Cardeal Darío Castrillón Hoyos, o canonista Count Nerti Capponi, o frei Gerald Murray, da Universidade Católica da América, o frei Patrick Valdini, do Instituto Católico de Paris, o professor Karl-Theodor e o frei Rudolf Kaschewski, ambos da Universidade de Munique, adotaram esta posição. O frei Murray e o professor Geringer têm declarado desde então que seus pontos de vista foram mal representados; não é claro se isso seja verdadeiro de outras autoridades do clero.
Juntamente com a opinião canônica geral, a Santa Sé diz que o Arcebispo Lefebvre cometeu um ato cismático, mas não que tinha criado uma igreja cismática. Concordantemente, quando o Cardeal Edward Idris Cassidy viu uma edição revisada do Diretório de Aplicação de Princípios e Normas no Ecumenismo do Vaticano, declarou que "A situação dos membros da Sociedade de São Pio X é de interesse interno à Igreja Católica." As iniciativas para interpretar esta declaração como implicando que a consagração não foi um ato cismático contradizem a doutrina canônica expressa, por instância, na carta circular 10279/2006, de 13 de março de 2206, do Conselho Pontífice de Interpretação Textos Legislativos Interpretantes, que declara que "heresia (se formal ou material), cisma e apostasia em si próprios não constituem um ato formal de defecção da Igreja Católica. Por outro lado, a Santa Sé toma a posição de que as expressões usadas por muitos adeptos da Sociedade de São Pio X indica uma "desistência pessoal da submissão ao Supremo Pontífice ou da comunhão para com os membros da Igreja sujeitos a ele, que, como observado acima, é a definição de cisma encontrado no cânon 751.
Vendo a ação de Lefebvre como cismática, vários ex-membros e apoiadores da Sociedade de São Pio X renunciaram ou desistiram de seu apoio para com a sociedade, e juntaram-se à recém-formada (e aprovada pelo Vaticano) Fraternidade Sacerdotal São Pedro.
Outro grupo, a Fraternidade São Vicente Ferrer, fundada em 1979, também cortou relações com Lefebvre e imediatamente obteve o reconhecimento papal como instituto religioso.

## Revogação das excomunhões
Através de um decreto de 21 de janeiro de 2009 (protocolo número 126/2009), o líder da Congregação de Bispos, pelo poder concedido expressamente a ele pelo Papa Bento XVI, revogou as excomunhões automáticas que eles tinham incorrido, e expressou o desejo de que isto seria rapidamente seguido pela comunhão plena de toda a Sociedade de São Pio X com a igreja, e assim levando o testemunho pela evidência da unidade visível, para fazer verdade à lealdade e o reconhecimento do Magistério e da autoridade do Papa.
Entretanto, a FSSPX permanece fora da comunhão eclesiástica, em processo de negociação com a Santa Sé.